# Islanda ai XX Giochi olimpici invernali
L'Islanda ha partecipato ai XX Giochi olimpici invernali di Torino, svoltisi a dall'11 al 26 febbraio 2006, con una delegazione di 5 atleti, 4 uomini e una donna.

## Sci alpino
| Gara      | Atleta                 | 1° manche  | 2° manche  | Tempo totale | Posizione |
| --------- | ---------------------- | ---------- | ---------- | ------------ | --------- |
| Slalom    | Björgvin Björgvinsson  | 57"07      | 54"16      | 1'51"23      | 22        |
| Slalom    | Kristján Uni Óskarsson | 58"92      | 55"78      | 1'54"70      | 28        |
| Slalom    | Sindri M. Pálsson      | non finito |            |              |           |
| Slalom    | Kristinn Ingi Valsson  | 1'03"27    | 56"53      | 1'59"80      | 35        |
| Gigante   | Björgvin Björgvinsson  | non finito |            |              |           |
| Gigante   | Kristján Uni Óskarsson | non finito |            |              |           |
| Discesa   | Sindri M. Pálsson      | 1'57"69    | 1'57"69    | 1'57"69      | 48        |
| Combinata | Sindri M. Pálsson      | 1'46"04    | non finito |              |           |

| Gara      | Atleta                      | 1° manche   | 2° manche | Tempo totale | Posizione |
| --------- | --------------------------- | ----------- | --------- | ------------ | --------- |
| Gigante   | Dagný Linda Kristjánsdottir | non finito  |           |              |           |
| Super-g   | Dagný Linda Kristjánsdottir | 1'34"56     | 1'34"56   | 1'34"56      | 23        |
| Discesa   | Dagný Linda Kristjánsdottir | 1'59"43     | 1'59"43   | 1'59"43      | 23        |
| Combinata | Dagný Linda Kristjánsdottir | 44"23 48"37 | 1'59"43   | 3'04"25      | 28        |